# Шингетти (департамент)
Шингетти (араб. شنقيط‎) — департамент области Адрар (Мавритания). Административный центр — Шингетти.

## Административное деление
Департамент Шингетти делится на 2 коммуны:
- Шингетти
- Айн-Савра